# TI-Raleigh
La TI-Raleigh era una squadra olandese di ciclismo su strada maschile attiva tra i professionisti dal 1972 al 1983.
Sponsorizzata da TI-Raleigh (dalla fusione di Tube Investments e Raleigh), fu diretta, a partire dal 1974, dall'ex ciclista olandese Peter Post. Per dieci stagioni fu una delle squadre più vincenti del panorama internazionale, ed è da alcuni considerata come la prima "supersquadra" nella storia del ciclismo, capace di vincere in diverse tipologie di gare con più atleti. Vestirono la maglia giallo-rosso-nera della TI-Raleigh numerosi campioni, olandesi e non, come Gerben Karstens, Dietrich Thurau, Hennie Kuiper, Gerrie Knetemann, Jan Raas, Henk Lubberding, Johan van der Velde e Joop Zoetemelk.
Al Tour de France la squadra ottenne, dal 1976 al 1983, ben 56 vittorie di tappa, dieci delle quali nell'edizione 1978 e undici in quella 1980, quest'ultima vinta proprio dal capitano della TI-Raleigh, Joop Zoetemelk. Numerosi furono anche i successi nelle classiche: due Giri delle Fiandre, una Parigi-Roubaix e quattro Amstel Gold Race con Jan Raas, quattro Gand-Wevelgem con Lubberding, Raas, Frank Hoste e Leo van Vliet, tre Grand Prix d'Automne con Raas (due) e Ludo Peeters.

## Storia

### Le origini e gli esordi

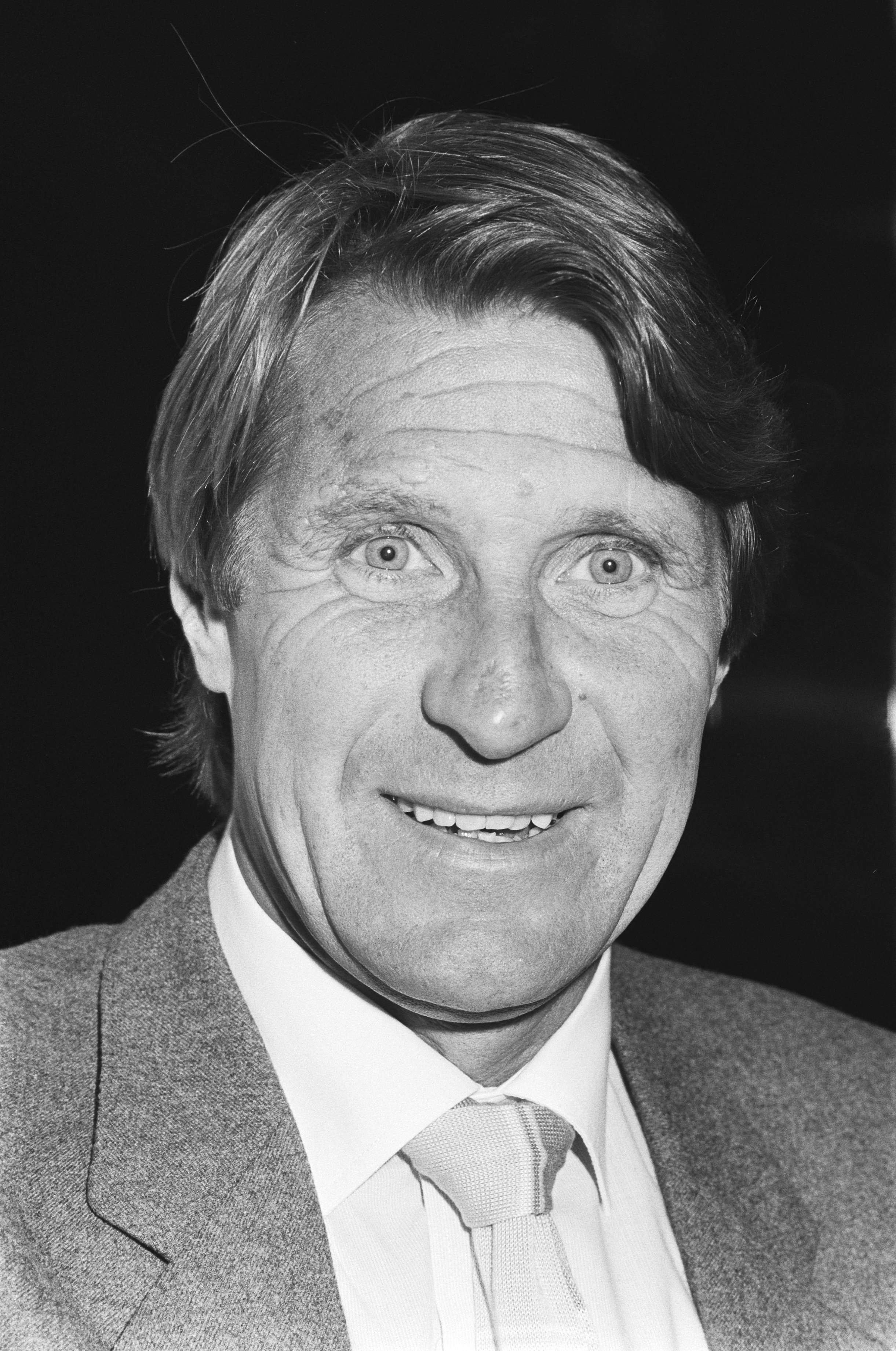
Il direttore sportivo Peter Post nel 1982

Nel 1960 TI-Raleigh, azienda produttrice di biciclette con sede a Nottingham, rilevò l'azienda di telai artigianali Carlton, guidata da Gerald O'Donovan. Nel 1963 iniziò il coinvolgimento della Carlton e di O'Donovan nella sponsorizzazione di squadre ciclistiche, e nel 1968 cominciarono le attività sportive della formazione Carlton-BMB, divenuta in seguito TI-Carlton. Nel 1972 il marchio Carlton venne sostituito da Raleigh, e la squadra divenne TI-Raleigh: diretta inizialmente da John Larcombe, Arthur Metcalfe e George Shaw, gareggiava perlopiù su territorio britannico. Nel 1974 l'azienda TI-Raleigh, complice anche l'adesione del Regno Unito alla Comunità economica europea, avvenuta nel 1973, decise di ampliare il proprio mercato sul continente contribuendo, al contempo, alla creazione di una squadra di ciclismo su strada. La gestione della nuova TI-Raleigh, pronta a debuttare nelle gare europee, venne così affidata a Peter Post, ex professionista olandese ritiratosi da due anni dalle competizioni.
La formazione della TI-Raleigh per il 1974 era composta da 25 professionisti, inizialmente 21, tredici britannici (molti dei quali confermati dalla stagione precedente), undici olandesi e un tedesco occidentale: tra essi René Pijnen, Tino Tabak e i neoprofessionisti Bert Pronk, Roy Schuiten e Dietrich Thurau. In stagione giunsero per la squadra numerosi successi da gare minori; i trionfi più importanti furono firmati da Roy Schuiten, vincitore dell'Étoile des Espoirs e del prestigioso Grand Prix des Nations a cronometro, oltre che del titolo di campione del mondo dell'inseguimento su pista. Nel 1975 l'affiliazione del team venne spostata nei Paesi Bassi, e in squadra arrivarono tra gli altri Ferdinand Bracke dalla Watney-Maes e il velocista neo-pro Jan Raas. La presenza nelle gare di rilievo cominciò a farsi più importante: arrivarono la vittoria nella Rund um den Henninger Turm con Schuiten, in una tappa del Tour de Suisse con Pronk e nel Grote Prijs Stad Zottegem con Raas, oltre alle vittorie a cronometro di Schuiten nel Grand Prix des Nations, nel Gran Premio di Lugano e, su pista, ancora nel campionato del mondo di inseguimento.

### 1976-1978: le prime grandi vittorie

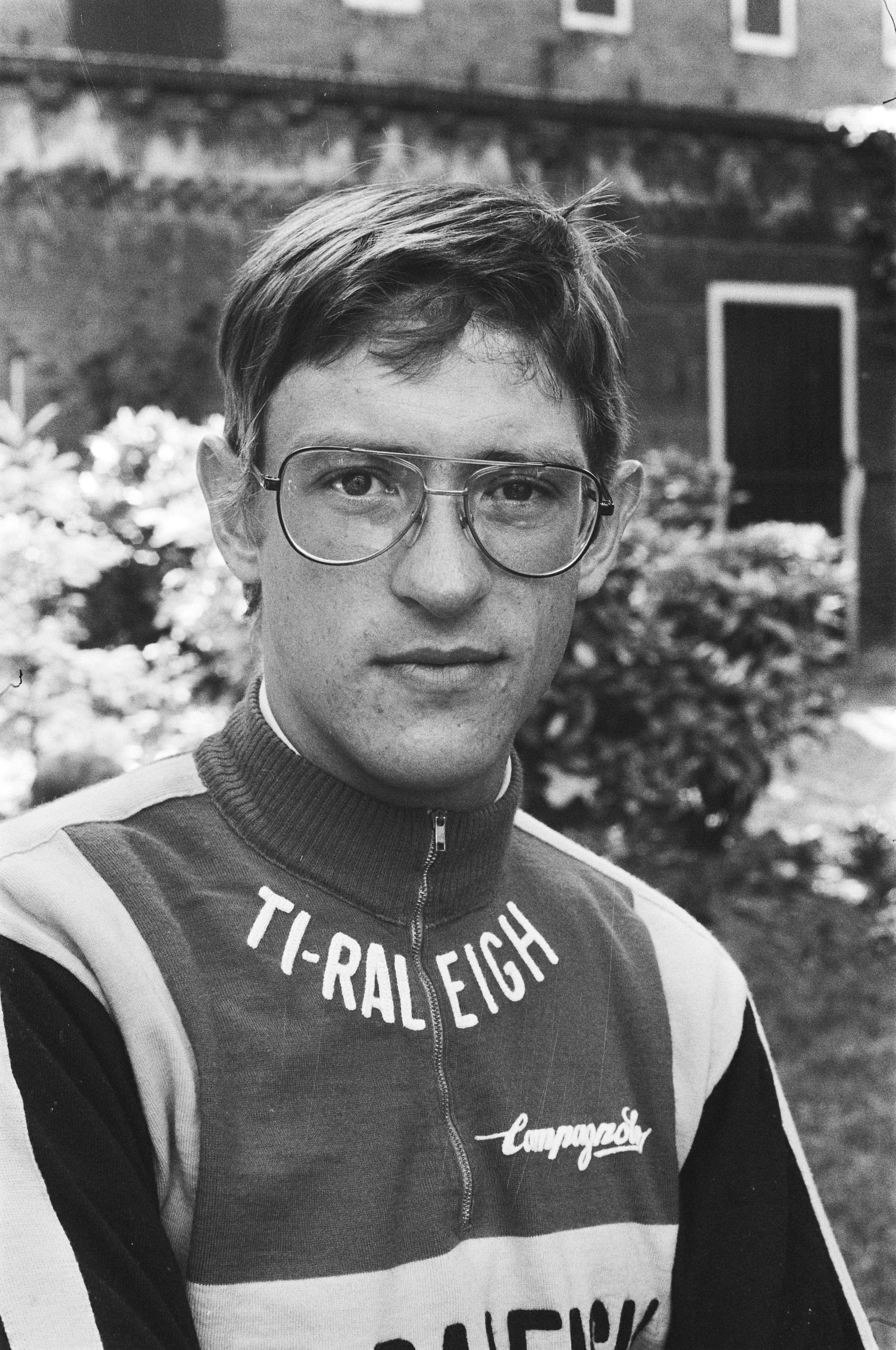
Gerrie Knetemann in maglia TI-Raleigh nel 1977

Il 1976 è l'anno del debutto della TI-Raleigh al Tour de France. La squadra si rinforzò ancora, con gli arrivi dell'esperto Gerben Karstens dalla Gitane-Campagnolo, del passista veloce Gerrie Knetemann dalla Gan-Mercier-Hutchinson e del campione del mondo su strada in carica Hennie Kuiper dalla Frisol-G.B.C.. Knetemann vinse la Vuelta a Andalucía e il Giro dei Paesi Bassi, Thurau cinque tappe e la classifica a punti della Vuelta a España, Kuiper la classifica generale del Tour de Suisse; alla Grande Boucle la TI-Raleigh si aggiudicò invece la cronometro a squadre e tre tappe in linea, una con Kuiper e due, compresa quella finale sugli Champs-Élysées, con Karstens.
Nel 1977 esordì in squadra il neo-professionista Henk Lubberding, mentre i big, eccetto Raas che passò per un solo anno alla Frisol-Gazelle, vennero confermati. Grande protagonista della stagione fu Dietrich Thurau: dopo aver vinto la Vuelta a Andalucía, con ben otto frazioni su dieci, e la E3 Prijs Vlaanderen, il tedesco vinse il prologo e quattro tappe del Tour de France, vestendo per le prime diciannove frazioni la prestigiosa maglia gialla di leader della classifica generale, e chiudendo infine quinto e miglior giovane. Ai suoi trionfi si aggiunsero in quel Tour i successi di tappa di Kuiper e di Knetemann (due), la vittoria nella graduatoria a squadre e il secondo posto finale dello stesso Kuiper, staccato di soli 48 secondi dal vincitore Bernard Thévenet. Altre vittorie stagionali giunsero dallo stesso Knetemann, primo al Rund um den Henninger Turm e alla Quatre Jours de Dunkerque, e da Bert Pronk, vincitore di Giro di Lussemburgo e Giro dei Paesi Bassi.

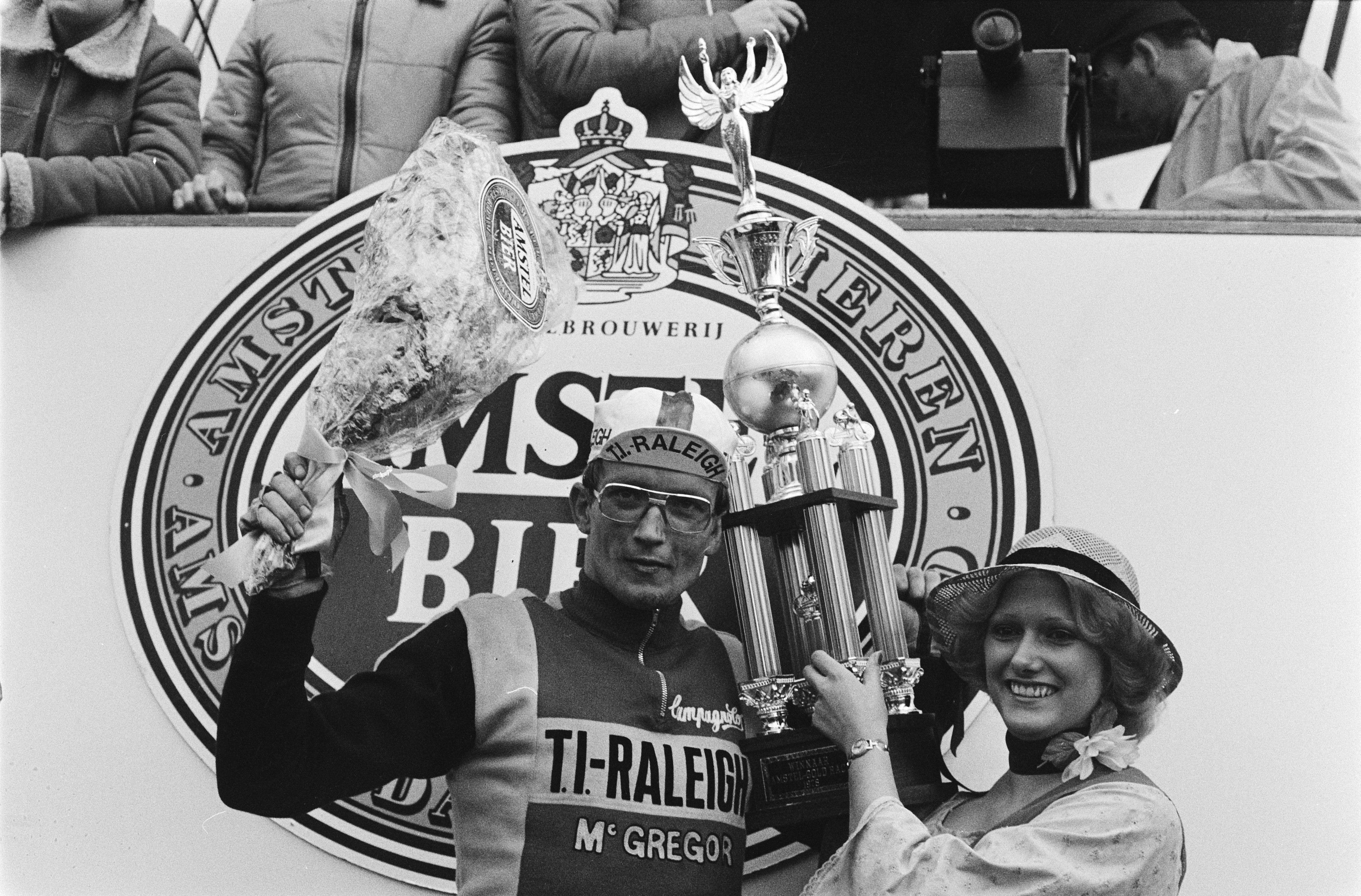
Jan Raas premiato all'Amstel Gold Race 1978

Nel 1978 ritornò in squadra Raas, arrivarono anche Cees Priem dalla Frisol, Klaus-Peter Thaler dalla Teka e il neo-pro Johan van der Velde, mentre Thurau si trasferì alla Ijsboerke-Gios; le vittorie comunque non diminuirono. Il dominio della squadra fu particolarmente evidente al Tour de France: dieci frazioni vinte su venticinque – tre da Raas, due da Knetemann e una ciascuno da Thaler, Lubberding (miglior giovane), Paul Wellens e Kuiper, cui si sommò il successo nella cronometro a squadre – e otto maglie gialle targate TI-Raleigh. In stagione Knetemann vinse anche il Tour Méditerranéen, la Parigi-Nizza e, in maglia olandese, i campionati del mondo del Nürburgring, Raas si impose nell'Amstel Gold Race, nella Parigi-Bruxelles e nel Grand Prix d'Automne, e chiuse terzo alla Parigi-Roubaix, Van der Velde vinse il Tour de Romandie e il Giro dei Paesi Bassi, Wellens il Tour de Suisse.

### 1979-1981: i trionfi al Tour de France
Nel 1979 lasciarono la squadra sia Karstens, ritiratosi dall'attività, che Kuiper, in direzione Peugeot-Esso-Michelin, mentre debuttò il neo-professionista Bert Oosterbosch. Pluri-vittorioso in stagione fu Jan Raas: in primavera si aggiudicò l'E3 Prijs Vlaanderen, il Giro delle Fiandre e, per la terza volta, l'Amstel Gold Race (secondo Lubberding), mentre in estate vinse il Giro dei Paesi Bassi e il titolo mondiale a Valkenburg, oltre a una tappa al Tour de France. Dalla Grande Boucle giunsero altri cinque successi parziali: due nelle cronometro a squadre, due con Knetemann (compreso quello nel prologo) e uno con Leo van Vliet. Spicca nel 1979 della TI-Raleigh anche la vittoria di Wilfried Wesemael al Tour de Suisse (con quattro frazioni vinte da Knetemann).

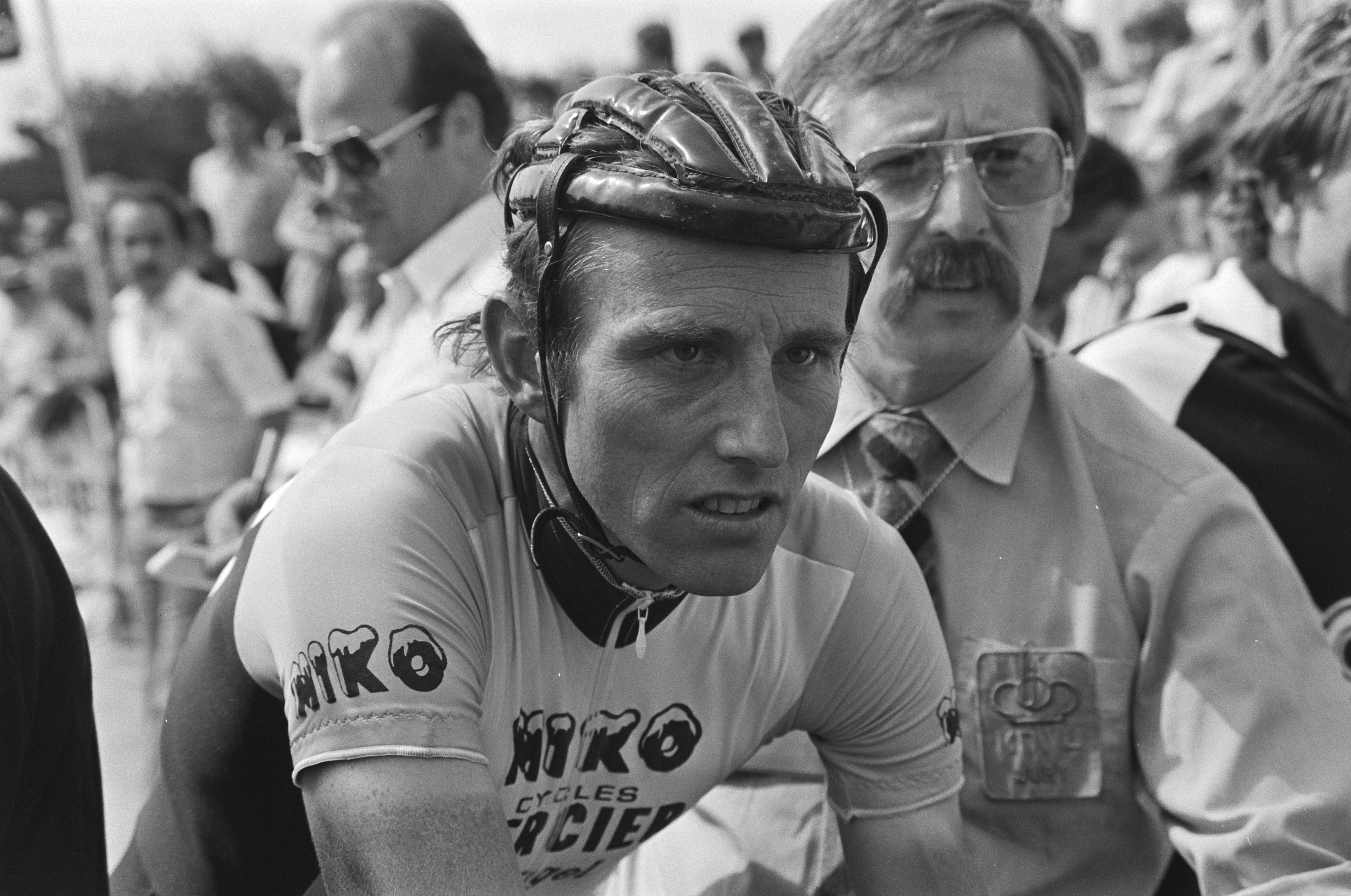
Joop Zoetemelk in maglia Miko-Mercier nel 1979

Per la stagione seguente, con l'obiettivo di vincere il Tour de France 1980, venne messo sotto contratto, proveniente dalla Miko-Mercier-Vivagel, l'esperto olandese Joop Zoetemelk, già cinque volte secondo alla Grande Boucle (1970, 1971, 1976, 1978 e 1979). Durante quel Tour 1980, complice il ritiro per una tendinite del campione in carica Bernard Hinault, Zoetemelk vestì di giallo al termine della tredicesima tappa, portando poi fino a Parigi il primato: fu così lui a vincere la corsa francese, precedendo di 6'55" il connazionale Hennie Kuiper. Nel Tour di quell'anno il dominio della TI-Raleigh fu ancora superiore rispetto al 1978: la vittoria arrise ai giallo-rosso-neri in undici frazioni su venticinque, a opera di Raas (tre volte), Zoetemelk (due, entrambe a cronometro), Lubberding, Oosterbosch, Priem e Knetemann, oltre alle due cronometro a squadre. Altre vittorie stagionali arrivarono anche grazie a Knetemann al Tour Méditerranéen, al Giro del Belgio e al Giro dei Paesi Bassi, a Lubberding alla Gand-Wevelgem, a Raas all'E3 Prijs Vlaanderen e all'Amstel Gold Race (quarta consecutiva per lui) e a Van der Velde al Critérium du Dauphiné Libéré.
Nel 1981 arrivarono in squadra il ventisettenne Ludo Peeters dalla Ijsboerke-Warncke Eis e i giovani Jacques Hanegraaf e Urs Freuler, lasciò invece il belga Wellens, verso la Boule d'Or-Sunair di Guillaume Driessens. Il leader delle volate Jan Raas si mise particolarmente in evidenza in primavera, con le vittorie in Étoile de Bessèges, Omloop Het Volk, E3 Prijs Vlaanderen e Gand-Wevelgem, e il terzo posto al Giro delle Fiandre; lo imitò il giovane Ad Wijnands, vincitore del Giro del Belgio, di due tappe al Tour de France e dello Scheldeprijs. Nella Grande Boucle di quell'anno, dominata da Hinault, Zoetemelk mancò invece il podio, concludendo quarto: la TI-Raleigh ottenne comunque sette successi parziali, due nella cronometro a squadre (portando a sette le vittorie consecutive nella specialità), due con Van der Velde e il già citato Wijnands, e uno proprio con il neo-arrivato Freuler, e quattro maglie gialle con Knetemann. In stagione, inoltre, Van der Velde vinse la Liegi-Bastogne-Liegi – salvo poi essere squalificato per positività all'antidoping, Knetemann il Giro dei Paesi Bassi, Oosterbosch la Quatre Jours de Dunkerque, Raas il Grand Prix d'Automne.

### 1982-1983: le vittorie con Raas e la chiusura

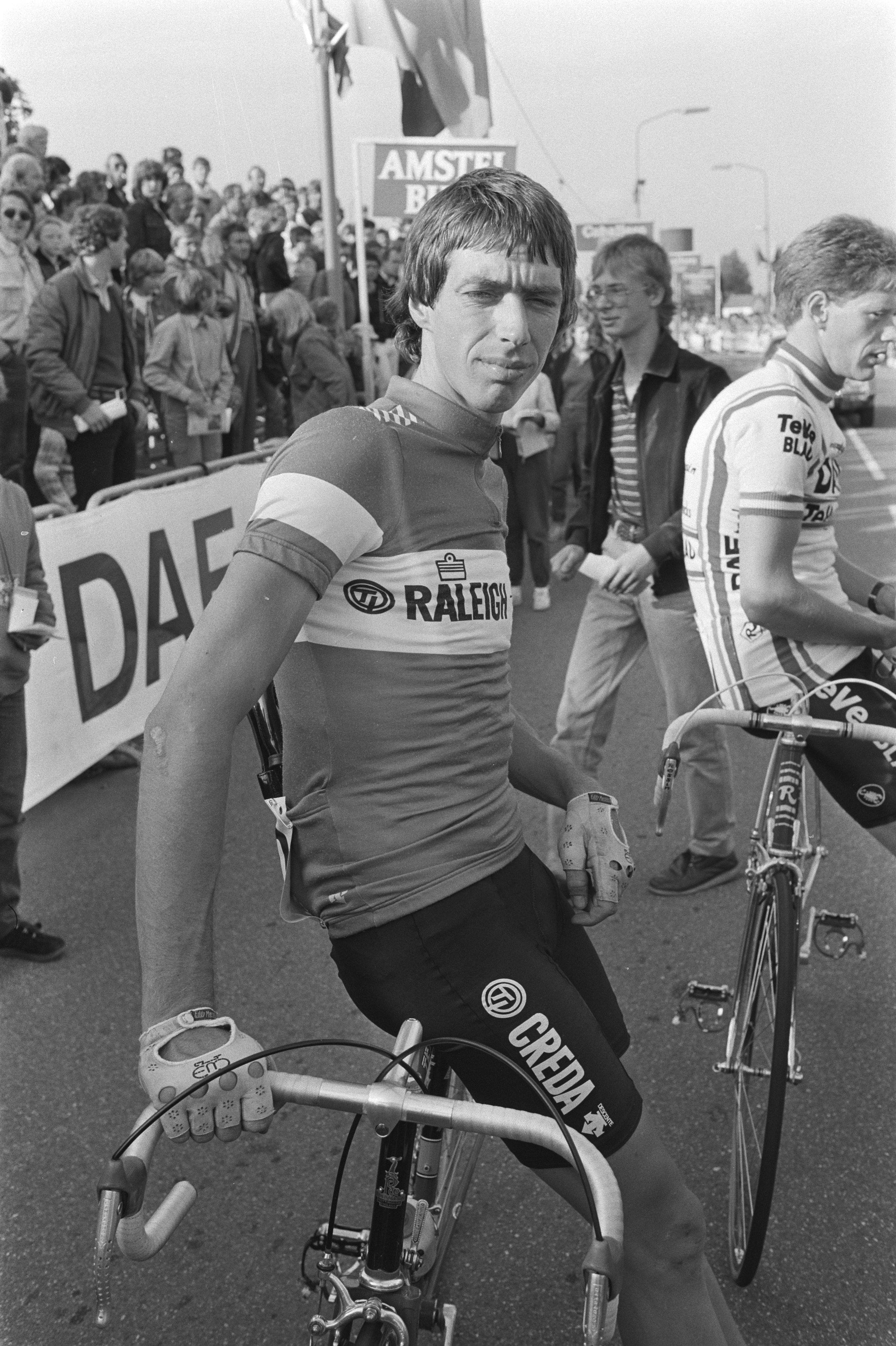
Johan van der Velde in maglia TI-Raleigh nel 1982

Per il 1982 lasciarono la TI-Raleigh diversi atleti, tra cui Zoetemelk, che tornò alla Coop-Mercier-Mavic di Jean-Pierre Danguillaume, Wesemael, verso la Safir-Marc, e Freuler, passato all'Atala-Campagnolo di Franco Cribiori; fece invece il suo esordio nel team il ventunenne Steven Rooks. In primavera arrivarono ancora diversi successi dalle gare del nord: Knetemann vinse la Tre Giorni di La Panne, Frank Hoste la Gand-Wevelgem e la Quatre Jours de Dunkerque, Jan Raas la prestigiosa Parigi-Roubaix in solitaria e la sua quinta Amstel Gold Race, un record, in volata su Stephen Roche. Al Tour de France il capitano Van der Velde ottenne il terzo posto finale, alle spalle di Hinault e Zoetemelk; arrivarono anche sei successi di tappa, con Knetemann (due), Peeters (che vestì anche di giallo per un giorno), Raas, Hoste e nella cronometro a squadre. Chiuse l'annata Hanegraaf con il trionfo alla Parigi-Bruxelles.
Nel 1983 giunsero in squadra Peter Winnen e Theo de Rooij dalla Capri Sonne-Eddy Merckx, e Adri van Houwelingen dalla Vermeer Thijs-Gios; cambiarono invece casacca Hoste e Rooks, messi sotto contratto rispettivamente da Europ Decor-Dries e Sem-France Loire. Le gare di primavera diedero nuovamente molte vittorie ai ciclisti della TI-Raleigh: Oosterbosch vinse l'Étoile de Bessèges e la prima e unica edizione del Tour of America a Washington, Knetemann il Tour Méditerranéen, Cees Priem la Tre Giorni di La Panne, Raas il Giro delle Fiandre (secondo il compagno di squadra Peeters), Van Vliet la Gand-Wevelgem (secondo Raas) e la Quatre Jours de Dunkerque, Van der Velde il Campionato di Zurigo e Peeters, come già nel 1982, il Rund um den Henninger Turm. Al Tour de France si mise in evidenza il capitano Winnen, capace di vincere la tappa dell'Alpe d'Huez e di cogliere il terzo posto finale; anche il resto del team non sfigurò, vincendo altre tre tappe (due con Oosterbosch e una con Lubberding) e la classifica a squadre. Chiuse la stagione la vittoria di Peeters al Grand Prix d'Automne.
Al termine dell'anno la TI-Raleigh cessò la sponsorizzazione. Jan Raas "divorziò" da Peter Post, andando a contribuire alla formazione di un nuovo team, sponsorizzato Kwantum Hallen-Yoko e diretto da Guillaume Driessens, Jan Gisbers e Walter Godefroot: nella nuova squadra lo seguirono sei compagni, Hanegraaf, Peeters, Priem, Van Houwelingen, Van Vliet e Wijnands. Raas si ritirerà dalle gare nel 1985, passando quindi alla guida del team, che nel 1996 diverrà, dopo diversi cambi di sponsor, la moderna Rabobank. Post proseguì invece con un nuovo primo sponsor, dando vita alla Panasonic-Raleigh; lo seguirono, dalla TI-Raleigh, l'altro direttore sportivo Jules de Wever e sette ciclisti, Ludo De Keulenaer, De Rooij, Johan Lammerts, Lubberding, Oosterbosch, Gerard Veldscholten e Winnen. La formazione di Post rimarrà attiva, dopo essere divenuta Novemail-Histor, fino al 1994.

## Cronistoria

### Annuario
| Anno | Codice | Nome                  | Cat. | Biciclette | Dirigenza                                     |
| ---- | ------ | --------------------- | ---- | ---------- | --------------------------------------------- |
| 1972 | -      | TI-Raleigh            | Pro  | Raleigh    | Dir. sportivi: John Larcombe, Arthur Metcalfe |
| 1973 | -      | TI-Raleigh            | Pro  | Raleigh    | Dir. sportivi: John Larcombe, George Shaw     |
| 1974 | -      | TI-Raleigh            | Pro  | Raleigh    | Dir. sportivi: Peter Post                     |
| 1975 | -      | TI-Raleigh            | Pro  | Raleigh    | Dir. sportivi: Peter Post                     |
| 1976 | -      | TI-Raleigh-Campagnolo | Pro  | Raleigh    | Dir. sportivi: Peter Post                     |
| 1977 | -      | TI-Raleigh            | Pro  | Raleigh    | Dir. sportivi: Peter Post, Jules De Wever     |
| 1978 | -      | TI-Raleigh-McGregor   | Pro  | Raleigh    | Dir. sportivi: Peter Post, Jules De Wever     |
| 1979 | -      | TI-Raleigh-McGregor   | Pro  | Raleigh    | Dir. sportivi: Peter Post, Jules De Wever     |
| 1980 | -      | TI-Raleigh-Creda      | Pro  | Raleigh    | Dir. sportivi: Peter Post, Jules De Wever     |
| 1981 | -      | TI-Raleigh-Creda      | Pro  | Raleigh    | Dir. sportivi: Peter Post, Jules De Wever     |
| 1982 | -      | TI-Raleigh-Campagnolo | Pro  | Raleigh    | Dir. sportivi: Peter Post, Jules De Wever     |
| 1983 | -      | TI-Raleigh-Campagnolo | Pro  | Raleigh    | Dir. sportivi: Peter Post, Jules De Wever     |

## Palmarès

### Grandi Giri
- Giro d'Italia

Partecipazioni: 0
- Tour de France

Partecipazioni: 8 (1976, 1977, 1978, 1979, 1980, 1981, 1982, 1983)
Vittorie di tappa: 56
1976: 4 (2 Gerben Karstens, Hennie Kuiper, cronosquadre)
1977: 8 (5 Dietrich Thurau, 2 Gerrie Knetemann, Hennie Kuiper)
1978: 10 (3 Jan Raas, 2 Gerrie Knetemann, Klaus-Peter Thaler, Henk Lubberding, Paul Wellens, Hennie Kuiper, cronosquadre)
1979: 6 (2 Gerrie Knetemann, Jan Raas, Leo van Vliet, 2 cronosquadre)
1980: 11 (3 Jan Raas, 2 Joop Zoetemelk, Henk Lubberding, Bert Oosterbosch, Cees Priem, Gerrie Knetemann, 2 cronosquadre)
1981: 7 (2 Ad Wijnands, 2 Johan van der Velde, Urs Freuler, 2 cronosquadre)
1982: 6 (2 Gerrie Knetemann, Ludo Peeters, Jan Raas, Frank Hoste, cronosquadre)
1983: 4 (2 Bert Oosterbosch, Henk Lubberding, Peter Winnen)
Vittorie finali: 1
1980 (Joop Zoetemelk)
Altre classifiche: 7
1977: Giovani (Dietrich Thurau), Combattività (Gerrie Knetemann), Squadre
1978: Giovani (Henk Lubberding), Combattività (Paul Wellens)
1980: Giovani (Johan van der Velde)
1983: Squadre
- Vuelta a España

Partecipazioni: 1 (1976)
Vittorie di tappa: 8
1976: 8 (5 Dietrich Thurau, José De Cauwer, Hennie Kuiper, Gerben Karstens)
Vittorie finali: 0
Altre classifiche: 1
1976: Punti (Dietrich Thurau)

### Classiche monumento
- Giro delle Fiandre: 2

1979, 1983 (Jan Raas)
- Parigi-Roubaix: 1

1982 (Jan Raas)

### Campionati nazionali
Strada
- Campionati olandesi: 7

In linea: 1976, 1983 (Jan Raas), 1978, 1979 (Henk Lubberding), 1980, 1982 (Johan van der Velde), 1981 (Jacques Hanegraaf)
- Campionati tedeschi occidentali: 2

In linea: 1975, 1976 (Dietrich Thurau)
- Campionati belgi: 1

In linea: 1982 (Frank Hoste)